# Porcellio platysoma
Porcellio platysoma là một loài chân đều trong họ Porcellionidae. Loài này được Brandt miêu tả khoa học năm 1841.